# Wagneriana lechuza
Wagneriana lechuza là một loài nhện trong họ Araneidae.
Loài này thuộc chi Wagneriana. Wagneriana lechuza được Herbert Walter Levi miêu tả năm 1991.